# 涅基·伊姆赖
涅基·伊姆赖（匈牙利語：Nyéki Imre，1928年11月1日—1995年3月27日），匈牙利男子游泳运动员。他曾代表匈牙利参加1948年和1952年夏季奥林匹克运动会游泳比赛，其中1948年奥运会获得一枚银牌。